# Дружба (Московская область)
Дружба — посёлок в составе сельского поселения Кузнецовское Раменского района Московской области России.

## География

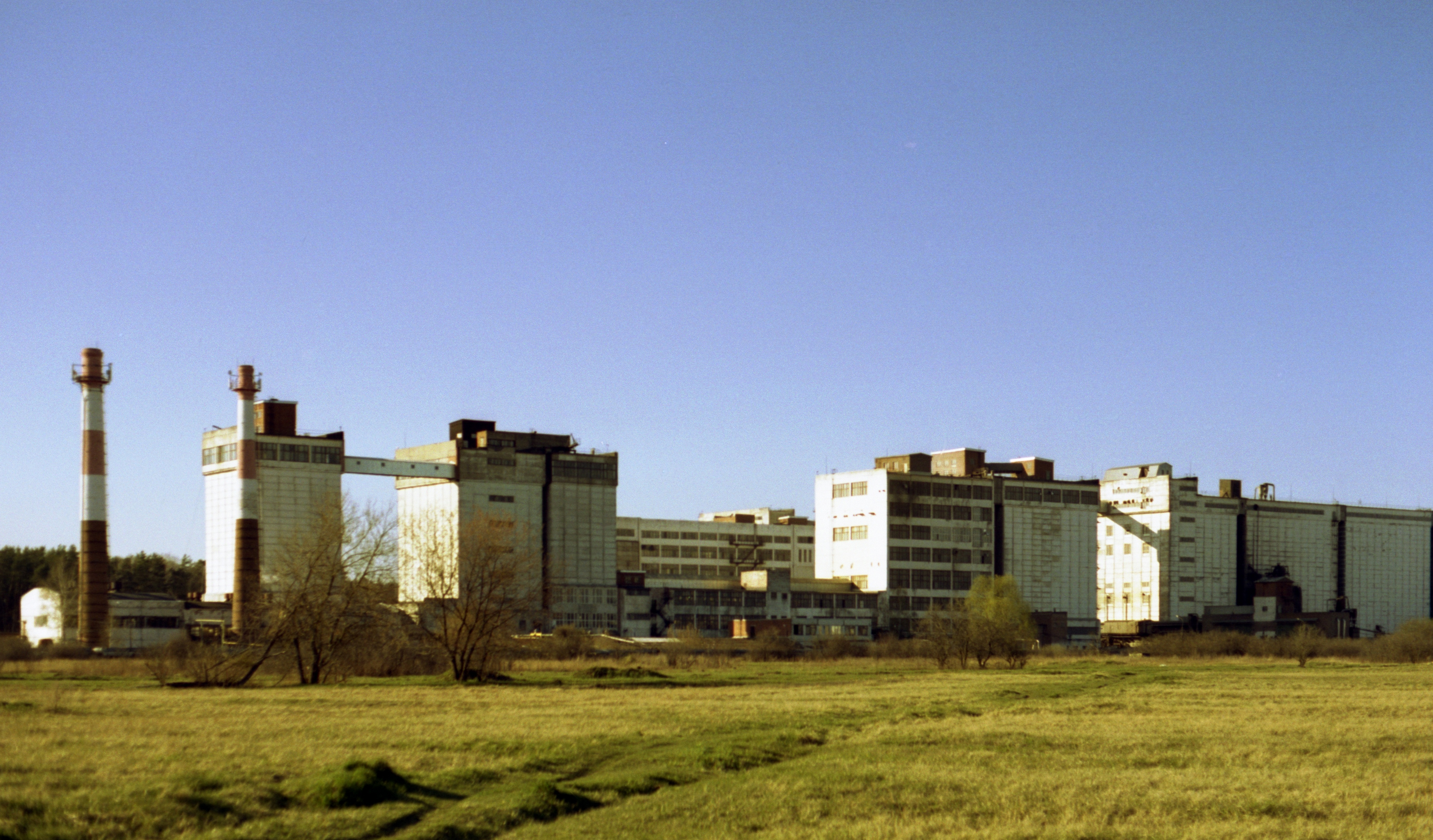
Раменский комбинат хлебопродуктов в посёлке Дружба

Посёлок находится в 8 км от Раменского — на юго-востоке, неподалёку от Дружбы есть железнодорожный переезд, около переезда пруд.

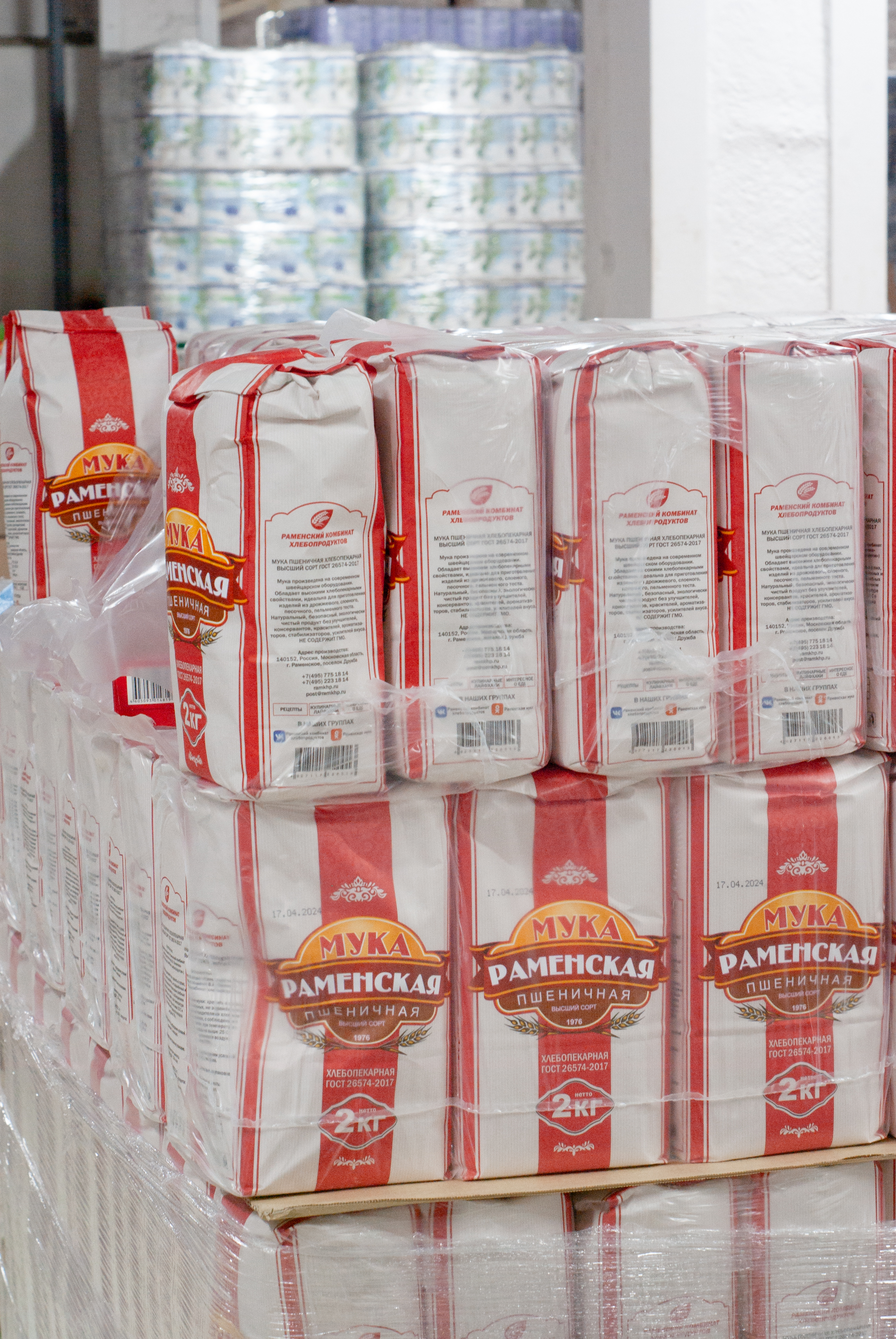
Хлебопекарная мука производящаяся в посёлке Дружба (2023)

Посёлок состоит из панельных пятиэтажных зданий. В нём находится элеваторы АО «Раменский комбинат хлебопродуктов», который выпускает пшеничную муку и комбикорм.

## Население
| 2002 | 2010  | 2021  |
| ---- | ----- | ----- |
| 4092 | ↗4215 | ↘3817 |

## Транспорт
Дружба находится недалеко от железнодорожной платформы Загорново Казанского направления. Проходят автобусы № 58, 27, 48, маршрутное такси № 48.

## Улицы
- ул. Ленина
- ул. Первомайская
- ул. Юбилейная

## Образование
В посёлке действует одна средняя общеобразовательная школа и два отделения дошкольного образования :
- Средняя общеобразовательная школа № 11[5]
- Детский сад (комбинированного вида) № 36[6]
- Детский сад (комбинированного вида) № 69[7]